# 12614 Hokusai
A 12614 Hokusai (ideiglenes jelöléssel 4119 P-L) a Naprendszer kisbolygóövében található aszteroida. Cornelis Johannes van Houten,  Ingrid van Houten-Groeneveld és Tom Gehrels fedezte fel 1960. szeptember 24-én.